# Agrotis olivacea
Agrotis olivacea là một loài bướm đêm trong họ Noctuidae.